# Zentrierspitze

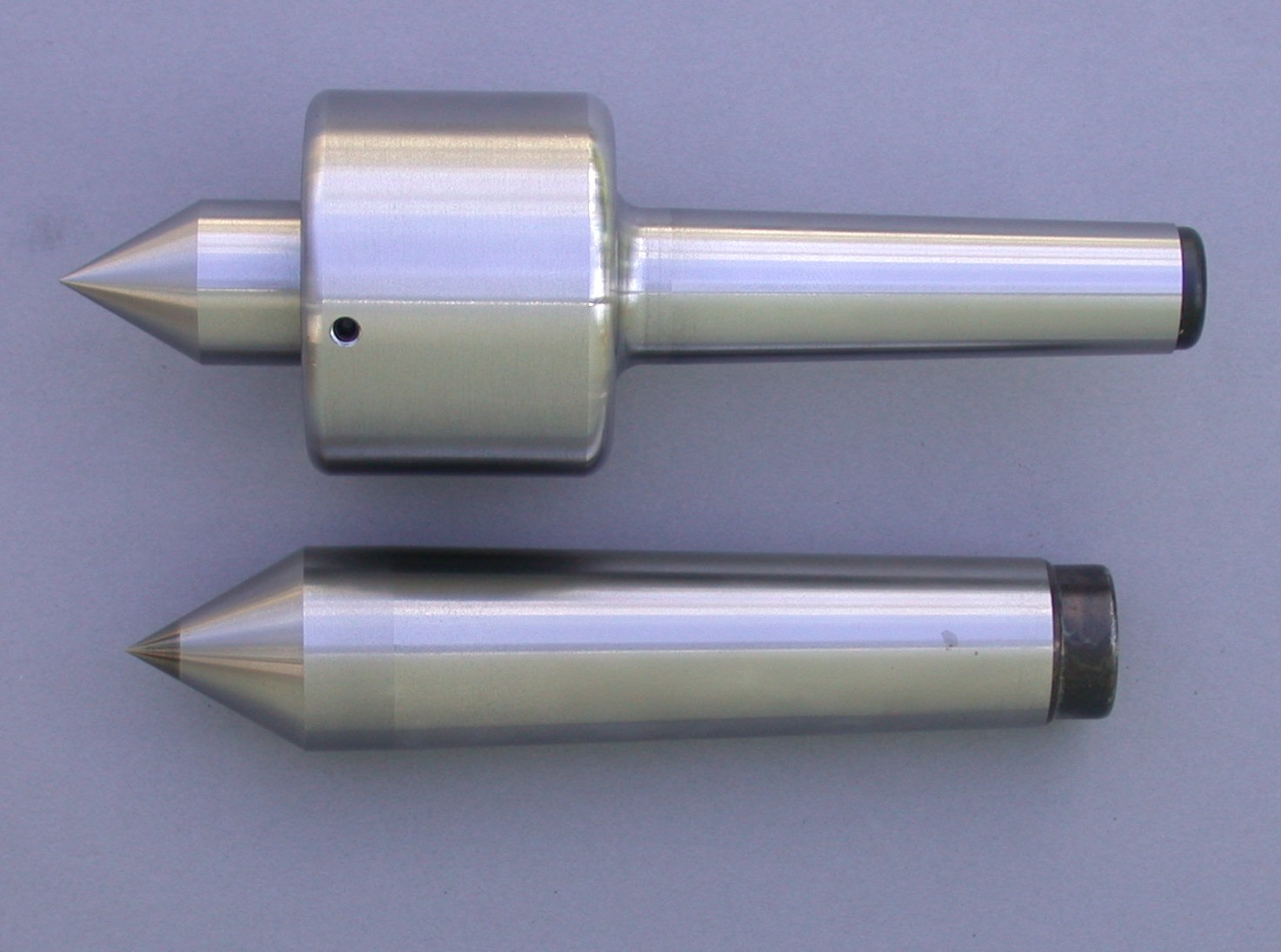
Mitlaufende Zentrierspitze (oben) feststehende Zentrierspitze mit Hartmetalleinsatz (unten), jeweils mit Morsekegelaufnahme

Zentrierspitzen werden hauptsächlich bei Drehmaschinen zum Einspannen von langen, schlanken Werkstücken genutzt. Dieses Spannen zwischen Spitzen verringert die Durchbiegung des Werkstücks durch die Schnittkräfte und vermeidet die Gefahr des Umherschlagens durch Unwucht.
Um eine Welle mit Zentrierspitzen zu spannen, müssen die Stirnseiten des Werkstücks zuvor mit Zentrierbohrungen versehen werden.
Zentrierspitzen werden durch Morsekegel drehstarr in der Pinole des Reitstocks und die zweite Zentrierspitze in der Werkzeugspindel befestigt. Die Drehbewegung dieser Hauptspindel wird durch eine Mitnehmerscheibe und ein Drehherz auf das Werkstück übertragen. Alternativ werden Stirnmitnehmer mit eingebauter Zentrierspitze verwendet, die gegen die Planseite des Werkstücks gedrückt werden.
Mitlaufende Zentrierspitzen sind durch eine Wälzlagerung vom restlichen Reitstock entkoppelt und erlauben hohe Drehzahlen. Feststehende Zentrierspitzen dagegen sind im Lauf präziser, verursachen jedoch Reibung am Werkstück. Zur Vermeidung des Fressens durch partielle Verschweißungen der Oberflächen werden Trenn- und Kühlschmiermittel verwendet; verschleißhemmende Hartmetalleinsätze sind gebräuchlich.